# Barbablù

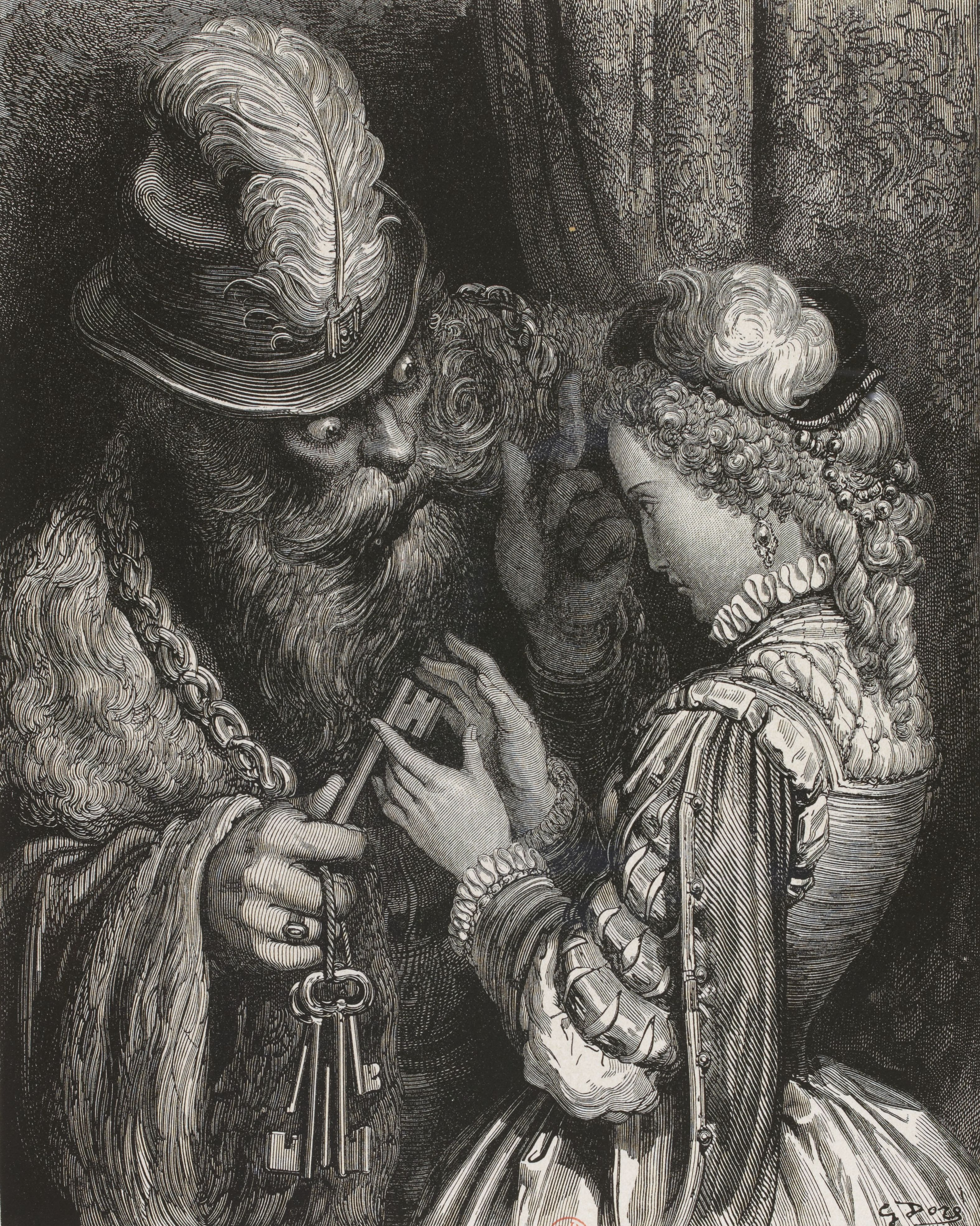
Barbablù mostra il mazzo di chiavi a sua moglie Primula in un'illustrazione di Gustave Doré, 1862

Barbablù è una fiaba trascritta da Charles Perrault nel XVII secolo che fece la sua prima apparizione nella raccolta Histoires ou contes du temps passé, nella precedente versione manoscritta intitolata I racconti di Mamma Oca, nel 1697.
La prima versione di Perrault, grazie al "lieto fine" in cui Barbablù muore e la moglie eredita tutte le sue ricchezze, aveva un messaggio chiaro in relazione alla collocazione di bene e male  la vicenda del sanguinario uxoricida nell'immaginario collettivo finì per essere presto associata all'idea del serial killer, al punto che quello di Barbablù divenne il soprannome affibbiato ad alcuni reali assassini seriali, come per esempio Henri Landru.
In una seconda versione Perrault, in seguito precettore di corte, pensò di inserire una conclusione che mettesse in guardia dal cedere all'eccessiva curiosità, ma la morale ancora oggi si percepisce come non aderente al testo. L'espediente di Perrault è usare il condizionale: "Da questo racconto, che risale al tempo delle fate, si potrebbe imparare che la curiosità, massime quando è spinta troppo, spesso e volentieri ci porta addosso qualche malanno."
Nelle intenzioni dell'epoca aveva anche un senso politico legato alla volontà di Luigi XIV di accentrare il potere e per questo mostrava il lato oscuro dei signorotti feudali di provincia.

## Trama
Barbablù è un uomo molto ricco ma molto temuto a causa del suo innaturale colore della barba azzurro (da qui il suo nome). Un'altra cosa che lo rende molto sinistro è che ha avuto sei mogli (in alcune versioni sette), tutte improvvisamente e misteriosamente scomparse. Nonostante il suo passato ombroso, riesce a sposarsi con la figlia più giovane di una dama sua vicina, anche grazie all'ostentazione delle sue grandi ricchezze. Un giorno, Barbablù annuncia alla moglie che deve assentarsi per questioni di lavoro. Prima di partire, la guida attraverso l'intera villa, mettendole a disposizione ogni cosa e consegnandole il mazzo con tutte le chiavi della casa. La giovane è libera di usare tutto, di aprire tutto e di andare dappertutto, tranne che nella stanza aperta da una particolare chiave (d'oro, in alcune versioni) che Barbablù le mostra.
Dopo alcuni giorni dalla partenza del marito, la giovane, spinta dalla propria curiosità, entra nella stanza proibita. All'inizio non vede niente in quanto le finestre sono sbarrate, ma poi comincia a notare del sangue a terra dove sono riflessi i corpi morti delle precedenti mogli appesi al soffitto. Spaventata, la ragazza lascia cadere la chiave che così facendo si sporca di sangue: siccome l'oggetto è fatato, ogni tentativo di pulizia risulta vano. Tornato dal suo viaggio, Barbablù si fa riconsegnare il mazzo di chiavi dalla moglie; una volta notata la macchia di sangue, decide che anche lei dovrà affrontare il destino di quelle precedenti.
L'uomo le concede però, su richiesta, qualche minuto di raccoglimento per raccomandare l'anima a Dio prima dell'esecuzione. Approfittando del poco tempo, la giovane corre a chiamare la sorella Anna, anche lei ospite nella villa, e la implora di correre in cima alla torre più alta, in modo da attirare l'attenzione dei loro fratelli, due abili combattenti che sarebbero dovuti presto giungere a trovare la sorella. Proprio mentre Barbablù sta per compiere l'ennesimo colpo, all'orizzonte compaiono i due cavalieri che, incitati dai gesti di Anna, irrompono appena in tempo per salvare la sorella più giovane dalle mani del crudele individuo. I due fratelli, vedendo che Barbablù sta per uccidere la loro sorella, lo sfidano a duello e lo uccidono con le loro spade. La giovane si ritrova dunque vedova, nonché legittima erede delle immense ricchezze di Barbablù, le quali verranno ora da lei impiegate per costruirsi una vita nuova per lei e i suoi fratelli, e anche un nuovo marito, migliore del precedente.

## Analisi della fiaba

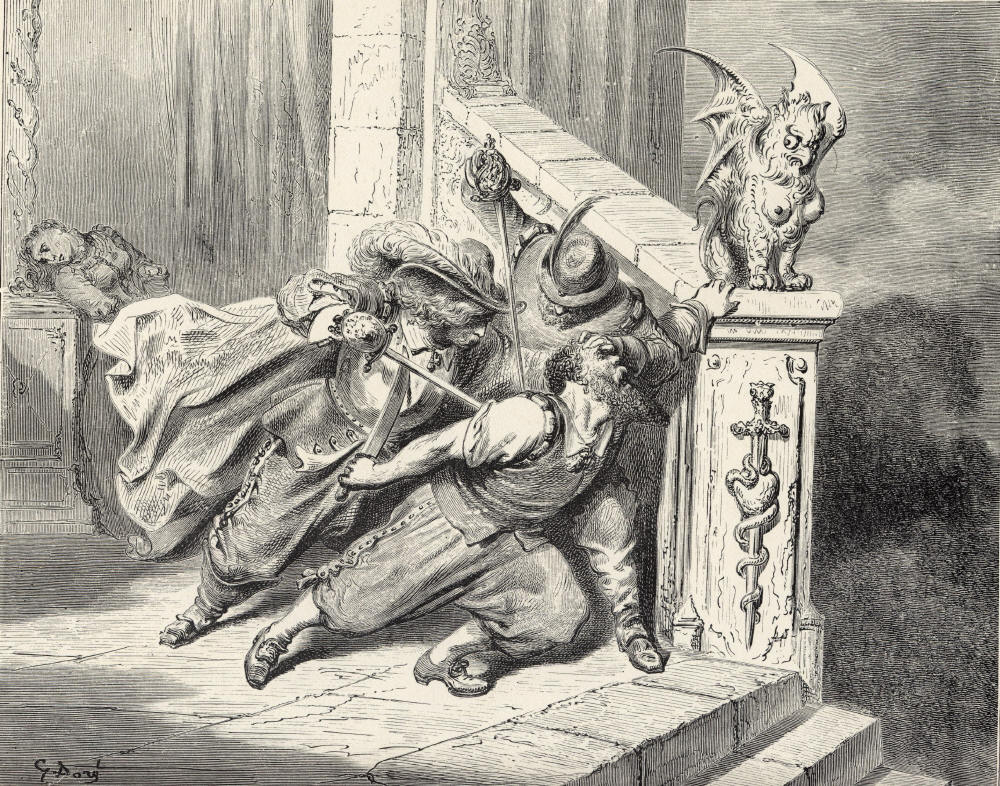
Rappresentazione di Barbablù sempre a opera di Doré, raffigurante il protagonista ucciso dai fratelli della moglie.

Nel corso degli anni molti esegeti hanno cercato di identificare quale reale personaggio si nascondesse dietro la maschera di Barbablù, convinti che alla base della fiaba di Perrault ci fosse un fondo di verità. Alcuni vi hanno voluto vedere un'ispirazione ai vari matrimoni del re inglese Enrico VIII, che nella propria vita cambiò sei mogli, facendone condannare due a morte. In effetti nel carattere di Barbablù si potrebbe ben rispecchiare non solo il carattere dispotico e tirannico del sovrano inglese, ma anche la sua crudeltà nello sbarazzarsi velocemente delle proprie ex consorti. Altri invece, considerando la "nazionalità" della tradizione, hanno pensato di mettere in correlazione Barbablù e la leggenda bretone di Conomor il Maledetto e Trifina: anche le ricche mogli di Conomor scomparivano all'improvviso assieme ai loro figli, perché una profezia aveva rivelato all'uomo che sarebbe morto per mano di suo figlio.
Ernesto Ferrero nel libro Barbablù. Gilles de Rais e il tramonto del Medioevo (Einaudi, 2004) pone in relazione la figura fiabesca di Barbablù con Gilles de Rais, detto appunto "Barbablù", un nobile francese, proprietario di immense tenute e castelli, che aveva combattuto al fianco di Giovanna d’Arco. Egli venne accusato e condannato per la tortura, lo stupro e l'uccisione di un gran numero di bambini in occasione di vere e proprie cerimonie pantagrueliche di lusso e lussuria, culminanti con il sacrificio di fanciulli adescati tra la povera gente, poi fatti scomparire. Secondo Ferrero, nel corso dei secoli si sarebbe giunti alla stesura della fiaba di Barbablù da parte di Perrault attraverso una trasfigurazione delle vittime della vicenda, perché ritenuta inenarrabile nei suoi termini reali agli uditori bambini, trasfigurazione ad opera dei narratori popolari oppure di Perrault stesso.
Ancora, seguendo suggestioni interne alle tradizioni fiabesche del mondo, c'è chi ha ipotizzato un'origine mediorientale per questa fiaba, probabilmente a causa della somiglianza tra il comportamento uxoricida di Barbablù e quello del re Shāhrīyār de Le mille e una notte. Per esempio alcune bellissime illustrazioni di Edmund Dulac presentano un'evidente atmosfera arabeggiante.
Tuttavia nessuna di queste identificazioni convince la maggioranza degli studiosi, questo sia perché alcuni paralleli risultano tutto sommato opinabili e difficilmente provabili, sia perché il motivo dell'amante assassino e della curiosità punita sono radicati in un patrimonio folklorico ben precedente ad ogni possibile identikit, un patrimonio che risale davvero alla notte dei tempi. In proposito risulta particolarmente interessante l'affinità che esiste tra il tipo fiabesco "Barbablù", riconosciuto da Aarne-Thompson e le ballate ascrivibili al tipo "Lady Isabel and the Elf-Knight" raccolte da Sir Francis James Child, ballate che raccontano essenzialmente di un seduttore-predatore, spesso dotato di elementi magici, che attira giovani e belle fanciulle in boschi intricati o in scogliere a picco sul mare per poi approfittarsi di loro in vario modo e infine ucciderle. Sebbene la tradizione fiabesca si sia sviluppata in maniera indipendente da quella delle ballate, associando al tema dell'amante-assassino anche quello della curiosità punita, è piuttosto evidente che entrambe siano rami connessi allo stesso tronco.
In conclusione, la struttura di Barbablù appare bipartita, divisa tra il motivo delle mogli morte e quello del divieto infranto. Senza dubbio Perrault mostra di prediligere il secondo al primo e sottolinea con maggior enfasi, soprattutto nella morale finale, come il punto chiave della fiaba sia il problema della curiosità della moglie impicciona. Questo ha creato una spaccatura tra gli interpreti: è innegabile che brutalizzare una donna sia un gesto infinitamente peggiore rispetto ad una semplice disobbedienza, quindi in molti hanno visto nell'atteggiamento di Perrault una certa misoginia di fondo.
In realtà la domanda fondamentale al riguardo è: che intenzione ha davvero Barbablù? Quando consegna il mazzo di chiavi alla moglie sta semplicemente provando la sua fedeltà oppure le sta preparando una trappola? In altre parole, Barbablù avrebbe davvero potuto essere uno sposo generoso e amabile se sua moglie non avesse scoperto il suo segreto, oppure il motivo per cui l'uomo continua a risposarsi è semplicemente quello di procacciarsi nuova carne da macellare nonostante il continuo mettere alla prova ?
Purtroppo non è possibile dare una risposta a questa domanda, perlomeno fermandosi alla fiaba di Perrault: ampliando il proprio orizzonte e considerando le numerosissime varianti e soprattutto le suggestioni in comune con le ballate, molti studiosi optano per un'immagine di Barbablù tutt'altro che intenzionato a fare il bravo marito.
Un altro quesito che va in questa direzione è cosa può aver portato Barbablù ad uccidere la prima moglie. 
Comunque sia, l'aggiunta di Perrault della morale fu sfruttato nella società borghese per far risultare il motivo della curiosità punita centrale e il messaggio fu recepito tanto bene che la vicenda ne diventò l'emblema per antonomasia, accanto ad altre celeberrime storie come quella di Psiche, di Pandora e di Eva. Addirittura in alcune pubblicazioni inglesi d'epoca la narrazione viene introdotta dal titolo The Popular Story of Bluebeard, or Female Curiosity.

## Varianti

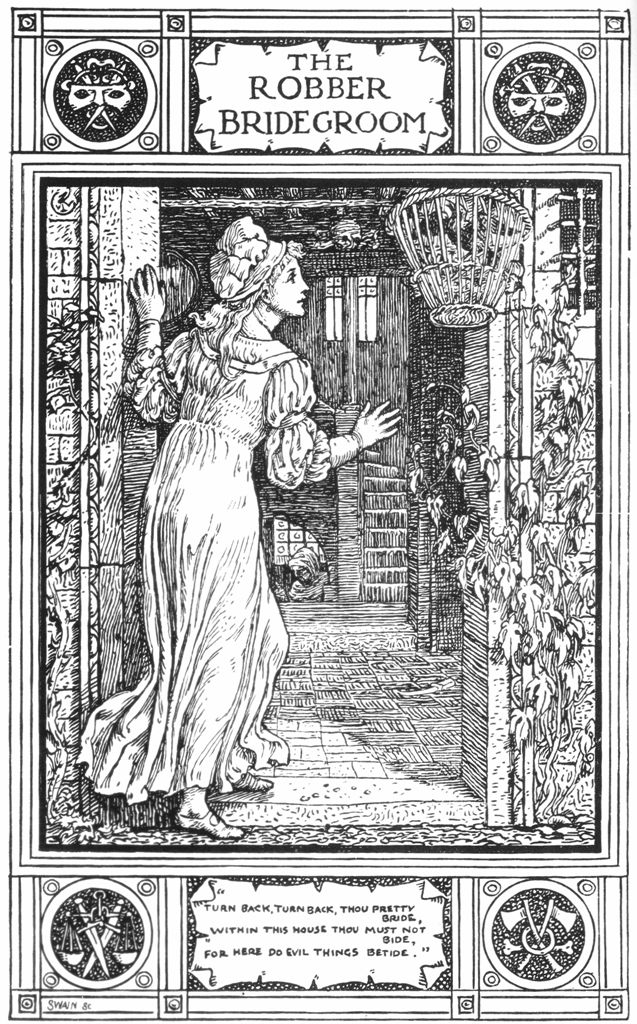
Illustrazione di Walter Crane (1886)

Le fiabe considerabili come varianti della storia di Barbablù sono tantissime, anche se le differenze che le distinguono a volte sono tali da far oscillare le catalogazioni e da convincere gli studiosi ad associarle a tipi diversi da quello rappresentato dalla fiaba di Perrault. Tuttavia è indubitabile che siano narrazioni correlate tra loro e questo sia la ricorrenza di alcuni elementi decisamente distintivi: lo sposo misterioso, il divieto imposto, la porta proibita che cela qualcosa di orribile, l'oggetto fatato rivelatore, il lieto fine.
Ciò che cambia è soprattutto la funzione dei personaggi in scena: infatti a volte è la protagonista stessa a salvarsi, dimostrando astuzia e sangue freddo, altre invece è costretta a ricorrere all'aiuto di parenti, soprattutto fratelli, per mettersi in salvo. Un caso a parte risulta la fiaba La figlia della Madonna che condivide con Barbablù il motivo del divieto infranto, ma nella quale manca del tutto l'altro tema principale, quello dello sposo-assassino.

### AT 311 -The Heroine Rescues Herself and Her Sisters
A questo gruppo appartiene una serie di fiabe nelle quali l'iniziativa della rivalsa finale spetta alla protagonista stessa. È il caso, per esempio, della tedesca L'uccello strano (KHM 046), dell'italiana Naso d'Argento e della norvegese Høna tripper i berget. Benché la fiaba norvegese segua uno sviluppo particolare rispetto alle altre due, in questo tipo di fiabe un essere maschile malvagio (uno stregone per i Grimm, un Troll per i Norvegesi e il Diavolo in persona per Calvino) adesca con l'inganno tre sorelle una dopo l'altra. Ogni volta attira la prescelta nella propria casa e qui le impone il divieto di curiosare dietro una particolare porta.
Le prime due sorelle disattendono l'ordine e vengono scoperte a causa di un oggetto rivelatore, un uovo che si rompe o un fiore che si brucia e vengono massacrate o gettate nell'Inferno. La terza invece è sufficientemente accorta da disobbedire senza farsi scoprire. Decisa a salvare se stessa e le sorelle, elabora un piano per gabbarlo: in primo luogo, dopo aver riportato in vita e tratte in salvo le sorelle, le nasconde in una cesta che fa trasportare fino a casa proprio dall'ignaro promesso sposo; poi architetta uno stratagemma, che solitamente prevede un mascheramento, per fuggire a sua volta.

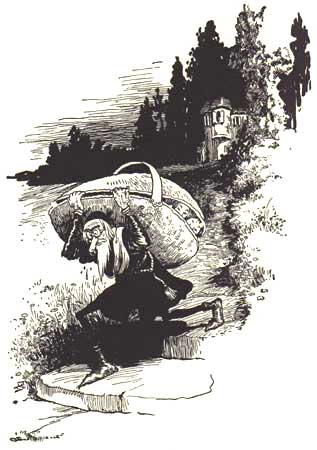
illustrazione di Johnny Gruelle della fiaba L'uccello strano (1914)

### AT 955 -The Robber Bridegroom
A questo gruppo appartengono fiabe come Lo sposo brigante (KHM 040), Mister Fox e Das Mordschloß, un racconto che comparve nella raccolta dei Grimm solo nella prima edizione di Kinder- und Hausmärchen. Esse propongono una soluzione a suo modo intermedia: sebbene di fatto il cattivo di turno venga punito dai parenti maschi della protagonista, è da lei che parte l'iniziativa della rivalsa appoggiandosi ad altri per portarla a termine.
Caratteristico di questo tipo di fiaba è il modo in cui l'eroina scopre la reale natura del promesso sposo che, in questo caso, è sempre sciaguratamente umano, nella sua perversione: non si può dire che ella infranga apertamente un divieto, semplicemente si trova a "violare" la privacy del suo innamorato e ad assistere non vista all'omicidio di un'altra giovane donna da parte di questo. Altro dettaglio peculiare del tipo è la questione del dito inanellato: a un certo punto nella foga assassina un dito della vittima viene tagliato e finisce proprio in grembo alla protagonista, nel suo nascondiglio. Sarà proprio grazie a tale incontrovertibile prova che poi ella riuscirà a dimostrare davanti ai parenti la colpa del suo promesso e a giustificarne l'uccisione.

### AT 312 -Bluebeard
Ovviamente questo è il gruppo cui appartiene la fiaba di Perrault che non è l'unica ascrivibile ad esso. Le fanno compagnia anche l'equivalente tedesco, Ritter Blaubart, nonché una fiaba dal titolo La colomba bianca. In questo caso l'intera iniziativa della punizione del cattivo e della salvezza della protagonista sta nelle mani dei fratelli, che ella si limita a chiamare in proprio soccorso.

### KHM 003 -La figlia della Madonna
La fiaba, come detto sopra, condivide con quella di Barbablù solo il motivo della curiosità punita. Un povero taglialegna chiese alla Madonna di accudire la sua figliola: ella la porta così in Paradiso dove vive splendidamente, finché un giorno Maria le dice di dover fare un lungo viaggio e le affida le chiavi delle tredici porte del Regno dei Cieli. La bambina è libera di aprirne dodici, ma non deve aprire la tredicesima per nessun motivo. La curiosità spinge infine la malcapitata a disobbedire: dietro la porta proibita vede nientemeno che la Trinità, il cui splendore è tale che un dito le si ricopre d'oro. Di ritorno la Madonna si accorge del dito d'oro e capisce che la fanciulla ha infranto il suo divieto. Le chiede allora se ha aperto la porta, ma la ragazza continua a negare sfacciatamente e per questo viene resa muta e cacciata dal Paradiso. Dopo un primo periodo disgraziato, un re la nota e si innamora di lei, tanto da farne la sua regina. Ben presto partorisce il suo primo figlio. Le compare la Madonna che le chiede di nuovo di confessare di averle disobbedito, ma la giovane si ostina a negare. Maria allora prende il neonato e lo porta via con sé.
Lo stesso accade anche col secondo figlio e a corte cominciano a circolare voci per le quali la regina avrebbe ucciso i due eredi al trono, ma il re non ci vuole credere. Quando la faccenda si ripete nuovamente con il terzo figlio, la regina viene condannata a morte. Legata al palo del rogo e convinta di essere in punto di morte, ella esprime dentro di sé il desiderio di poter confessare di aver effettivamente aperto la porta. Allora la Madonna le appare di nuovo e ascolta la sua sincera ammissione, in seguito alla quale la libera dal rogo, le scioglie la lingua e le restituisce i bambini. Quindi in questo caso non abbiamo tanto a che fare con un segreto oscuro che viene svelato e con un personaggio pericoloso da fermare, quanto con il motivo piuttosto moraleggiante del perdono che si concede a chiunque sia davvero pentito. Resta comunque interessante il fatto di trovare anche qui il tema della chiave che apre la porta proibita, che cela un segreto che non dev'essere svelato.

## Barbablùnel cinema e in TV
La fiaba è stata punto di riferimento per alcuni film e serie televisive sui racconti.
- Barbe-bleu, regia di Georges Méliès - cortometraggio muto (1901)
- Barbablù, regia di Carlo Ludovico Bragaglia (1941)
- La follia di Barbablu (Bluebeard), regia di Edgar G. Ulmer (1944)
- Monsieur Verdoux, regia di Charlie Chaplin (1947)
- Barbablù, feroce assassino ( Bye Bye, Bluebeard), regia di Arthur Davis.
- Le sei mogli di Barbablù, regia di Carlo Ludovico Bragaglia (1950)
- Barbablù (Barbe-bleu) , regia di Christian-Jaque (1951)
- Barbablù (Bluebeard), regia di Edward Dmytryk (1972)
- Le più belle favole del mondo (Manga sekai mukashi banashi) - episodio 10 della serie animata (1976)
- Le fiabe son fantasia (Gurimu meisaku gekijō) - episodio 16 della serie animata (1987)
- Tre gemelle e una strega ( Les tres bessones) - episodio 9 della serie animata (1995).
- Lezioni di piano (The Piano), regia di Jane Campion (1993)
- Barbe Bleue, regia di Catherine Breillat (2009)

## Barbablùnella letteratura odierna
- Bluebard's secret, serie di quattro volumi, di Sarah K.L. Wilson. Nel 2022 è stato tradotto Il segreto di Barbablù - Fly with an arrow, edito Saga edizioni.